# Волф Ернст фон Шьонбург-Пениг
Волф Ернст фон Шьонбург-Пениг (на немски: Wolf Ernst von Schönburg-Penig; * 9 юли 1582; † 16 май 1622) е фрайхер на Шьонбург и господар на Пениг в Средна Саксония и Роксбург в Лунценау.

## Произход и наследство
Той е най-големият син (от 16 деца) на фрайхер Волф III фон Шьонбург-Глаухау (1605 – 1657) и първата му съпруга Елизабет Чернембл (1563 – 1601), дъщеря на Йохан (Ханс) Чернембл (1536 – 1595) и Барбара фон Щархемберг (1542 – 1584). Баща му се жени втори път на 16 ноември 1601 г. в Пениг за графиня Анна Барбара Ройс-Плауен-Унтерграйц (1585 – 1629).
Братята получават различни територии. Волф Ернст получава Пениг и Роксбург.
Роксбург остава от 1548 до 1945 г. почти 400 години собственост на род фон Шьонбург. На 7 август 1700 г. цялата фамилия е издигната от император Леополд I на имперски графове.
- Пениг ок. 1650
- Новият дворец Пениг

## Фамилия
Волф Ернст фон Шьонбург-Пениг се жени на 9 октомври 1616 г. за Амалия Вероника фон Папенхайм († 12 декември 1648), дъщеря на Филип Томас фон Папенхайм (1569 – 1634). Те имат децата:
- Волф Филип фон Шьонбург-Пениг (* 4 юли 1620; † 21 юли 1620)
- Мария Елизабет фон Шьонбург-Пениг (* 1621; † 1626)
- Готфрид Ернст фон Шьонбург-Ремзе (* 16 февруари 1623; † 3 декември 1679), женен на 15 ноември 1653 г. за първата си братовчедка Агнес Беата фон Шьонбург-Цшилен (* 12 април 1636; † 24 март 1687), дъщеря на чичо му Кристиан фон Шьонбург-Цшилен (1598 – 1664) и Агнес фон Шьонбург (1606 – 1643); имат девет деца
- Ева Сузана фон Шьонбург-Пениг (* 9 септември 1644; † 16 януари 1704), омъжена за Кристиан Готфрид фон Либенау